# N25 (Niger)
Die N25 oder RN25 ist eine hochrangige Straße vom Typ Nationalstraße (französisch route nationale) in den Regionen Niamey, Tillabéri, Tahoua und Agadez  in Niger.

## Verlauf und Charakteristik

### Niamey

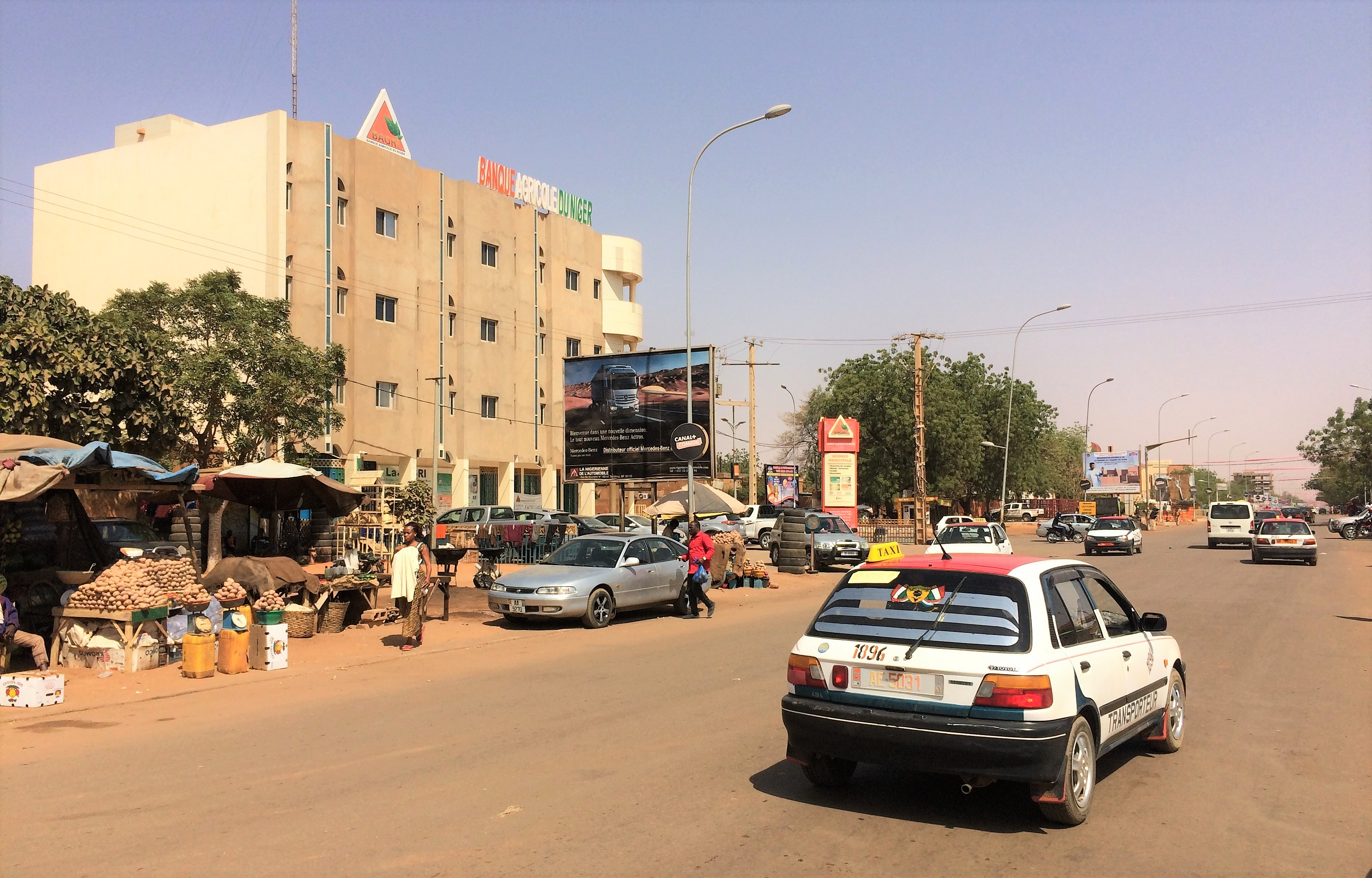
Avenue de l’OUA in Niamey (2019)

Die N25 beginnt in der Hauptstadt Niamey als Abzweigung von N31. Unter dem Straßennamen Avenue de l’Amitié führt sie zunächst durch die Stadtviertel Kalley Centre und Gamkalley Sébanguey. Dann kreuzt sie die zwischen der Staatsgrenze zu Mali und der Staatsgrenze zu Tschad verlaufende N1. Sie bildet als Avenue de l’OUA die Grenze zwischen den Stadtvierteln Nouveau Marché (links) und Cité Fayçal (rechts) und als Avenue de l’Entente die Grenze zwischen den Stadtvierteln Collège Mariama (links) und Poudrière (rechts). Sie führt durch das Stadtviertel Route Filingué und quert den Grüngürtel von Niamey. Anschließend bildet sie die Grenze zwischen den Stadtvierteln Saga Fandou (links) und Niamey 2000 (rechts). Im ländlichen Gemeindegebiet verläuft sie durch das Dorf Saga Gorou I.
In Niamey ist die N25 eine ausgebaute asphaltierte Straße.

### Region Tillabéri
In der Region Tillabéri quert die N25 anfangs das Trockental Kori de Ouallam. Sie führt durch den Weiler Kogorou und den Gemeindehauptort Hamdallaye, bevor rechts die Landstraße RR6-001 nach Kollo abzweigt. Im Dorf Winditane zweigt rechts die N35 nach Gaya ab. Im Departementshauptort Balleyara zweigen links die N38 nach Banibangou, kurz dahinter die N23 nach Dogondoutchi ab. Ab Balleyara folgt die N25 für knapp 150 Kilometer dem Trockental Dallol Bosso. Sie verläuft dabei durch den Gemeindehauptort Damana, durch den Gemeindehauptort Bonkoukou mit der rechtsseitigen Abzweigung der über Chikal nach Filingué führenden Landstraße RR6-004 und durch das Dorf Kania mit der rechtsseitigen Abzweigung der nach Shett führenden Route 663.

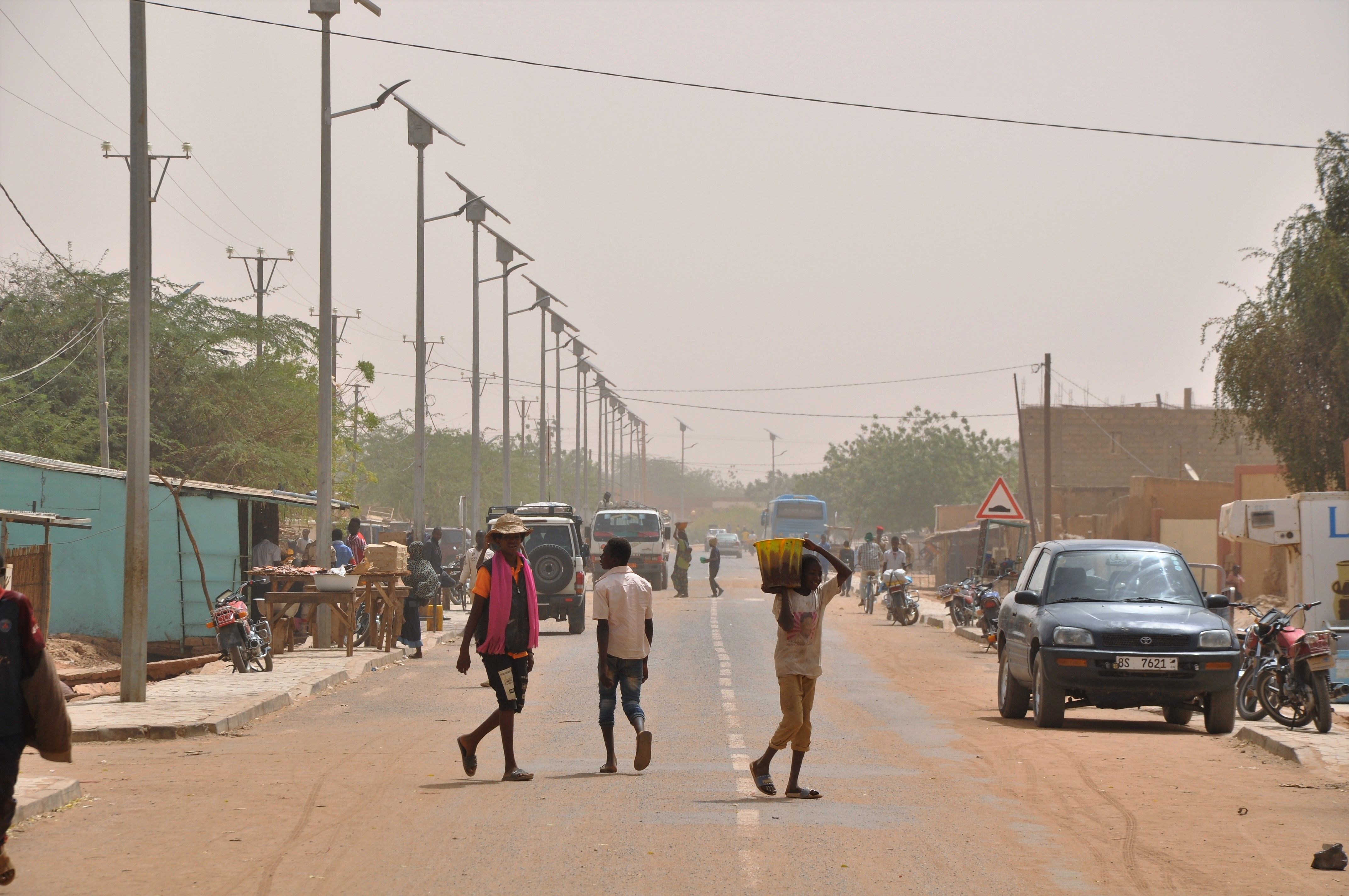
N25 in Filingué (2019)

Nach den Dörfern Louma, Gao Sabon Gari und Tounfalis erreicht die Nationalstraße das Stadtgebiet von Filingué. Dort mündet erneut die über Chikal aus Bonkoukou kommende Landstraße RR6-004 ein. Außerdem zweigen rechts die Route 661 nach Bakin Toullou und links die N33 nach Tillabéri ab. Hinter Filingué zweigt links die Route 634 nach Toukounous ab. Im Dorf Talcho folgt die rechtsseitige Abzweigung der Route 619 nach Tébaram. Die N25 führt danach durch das Dorf Tanchiley und passiert das Dorf Kabéfo. Im Departementshauptort Abala zweigt links die Route 621 nach Ikarfan ab. Die Nationalstraße verläuft dann am Ortsrand des Dorfes Kongimit sowie durch die Dörfer Fartal und Dan Marké und erreicht den Gemeindehauptort Sanam.
In der Region Tillabéri handelt es sich bei der N25 bis Filingué um eine ausgebaute und asphaltierte Straße, danach bis Abala um einfache Erdstraße, anschließend bis Sanam nur noch um eine einfache Landstraße und zuletzt lediglich um eine einfache Piste.

### Region Tahoua
Im Gemeindehauptort Tébaram in der Region Tahoua zweigt rechts die N36 nach Dogondoutchi von der N25 ab. Die N25 verläuft dann durch die Dörfer Edir, Inkarkada und Danfan. Sie erreicht die Regionalhauptstadt Tahoua. Dort gibt es die rechtsseitige Abzweigung der Route 523 nach Bambeye. Es folgt die Kreuzung mit der zwischen Tsernaoua und Tillia verlaufenden N29. Die N25 führt danach durch die Dörfer Kolloma Dabagui und Kolloma Baba sowie durch den Weiler Makaraba, wo rechts die N16 nach Madaoua abzweigt. Nach dem Dorf Toudoun Fama quert sie das Trockental Tadiss. Sie verläuft durch das Dorf Kéhéhé und den Gemeindehauptort Tabalak. Über eine Brücke überquert sie den See Mare de Tabalak. Sie führt durch den Weiler Tourouf und das Dorf Mararaba Kao, wo links die N22 nach Tassara abzweigt. Im Dorf Taritarkan zweigt links die Route 531 nach Ibécétane ab. Vor und nach dem Gemeindehauptort Akoubounou quert die N25 jeweils erneut das Trockental Tadiss. In der Stadt Abalak zweigt rechts die N30 nach Kadata ab. Es folgt die linksseitige Abzweigung der Route 532 nach Tofaminir. Die Nationalstraße quert über eine Brücke zum wiederholten Mal das Trockental Tadiss und erreicht den Gemeindehauptort Tamaya.
Bis zur Stadt Tahoua ist die N25 in der Region Tahoua eine einfache Piste, danach wieder eine ausgebaute asphaltierte Straße.

### Region Agadez

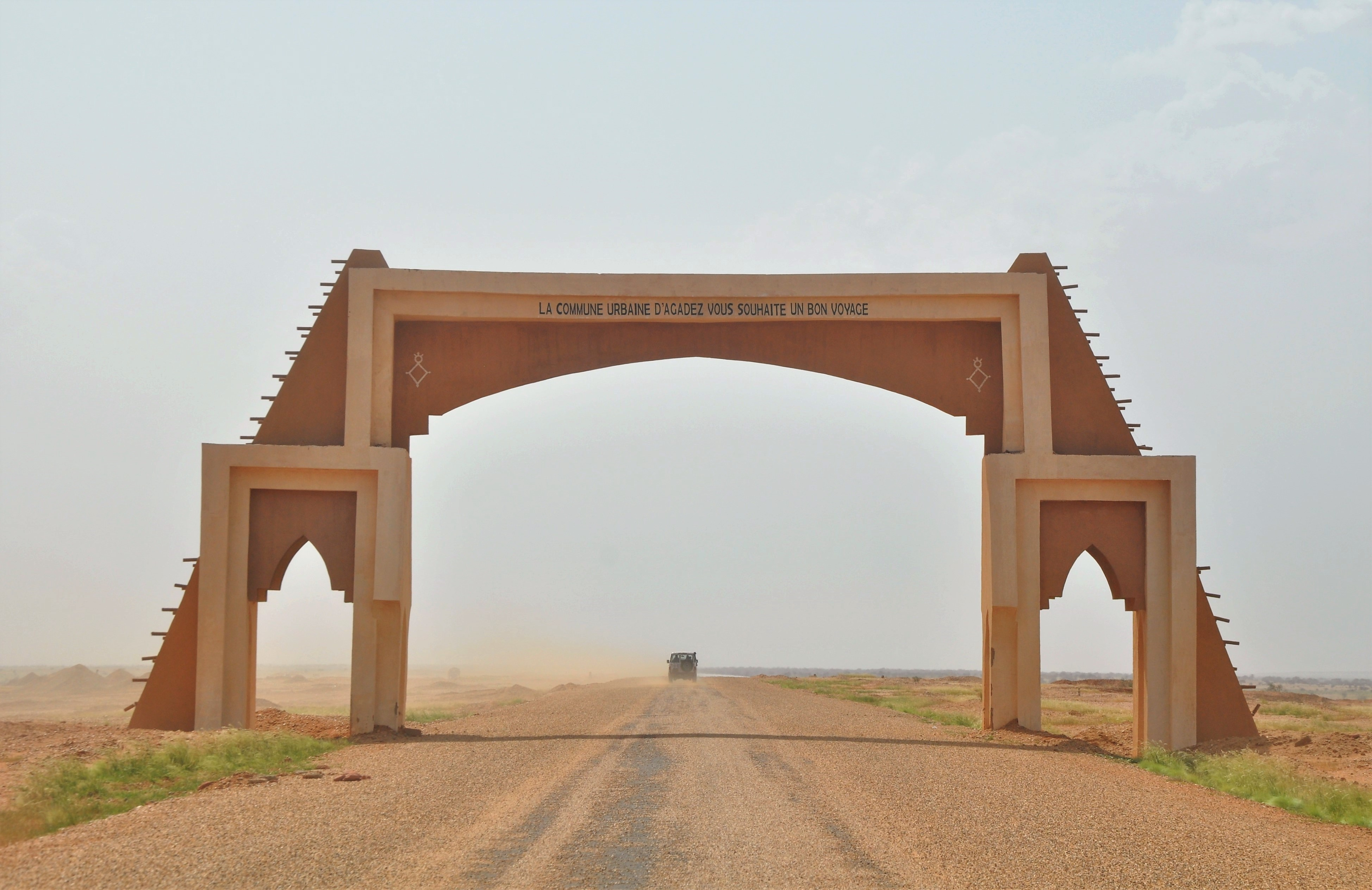
Tor über die N25 bei Agadez (2019)

In der Region Agadez geht es mit der linksseitigen Abzweigung der Route 109 nach Inagar weiter. Die N25 passiert danach das Dorf Aborak und führt durch das Dorf Agabargabar. Danach zweigt rechts die Route 119 nach Ekawel ab. Sie verläuft weiter durch das Dorf Martaba, am Siedlungsrand von Alakat und durch die Dörfer Amataltal und Injagarane. im Dorf Mararaba zweigt links die N26 ab, die über Ingall nach Agadez führt. Es folgt die rechtsseitige Abzweigung der Route 118 nach Marandet. Die N25 verläuft durch das Dorf Agarey-Garey und quert das Trockental Tiguirwit. Sie passiert den gleichnamigen Weiler Tiguirwit, quert über eine Brücke das Trockental Torouf und verläuft am Ortsrand von Maï Addoua. Sie mündet schließlich im urbanen Zentrum der Regionalhauptstadt Agadez in die N11.
In der Region Agadez ist die N25 durchgängig eine ausgebaute und asphaltierte Straße. Ihr Teilstück zwischen Agadez und Tahoua ist ein Abschnitt der 650 Kilometer langen Route de l’Uranium („Uranstraße“), über die die Produkte des Uranbergbaus in Niger transportiert werden. Die aus Arlit im Norden kommende Route de l’Uranium verläuft Richtung Süden weiter über die N29, die N1 und die N7 bis zur Staatsgrenze mit Benin.

## Geschichte
Als Teil der Route de l’Uranium wurde die N25 von Tahoua bis Agadez zwischen 1976 und 1980 befestigt. Vereinbarungen mit den Uranbergbauunternehmen sorgten danach für die Instandhaltung. Der Streckenabschnitt von Niamey bis Balleyara wurde 1983 von einem französischen Unternehmen asphaltiert. Eine Sanierung des Streckenabschnitts von Balleyara bis Filingué mit Mitteln der Europäischen Union wurde 2019 abgeschlossen.